# Szubienica (chanson)
Szubienica (aussi connu sous le nom Szubienica ***** ***) est un single de Ronnie Ferrari.
D'une durée de 2:22, la chanson est sortie le 28 octobre 2020 afin de soutenir les manifestations de la grève des femmes 2020-2021 en Pologne.
La chanson a obtenue une certification platine en 2022.

## Création
La chanson est écrite et composée par Ronnie Ferrari.

## Sujet
En publiant cette chanson, Ronnie Ferrari souhaite exprimer son soutien envers les manifestations de la grève des femmes 2020-2021 en Pologne,.
Publiée sur YouTube avec la description « Je suis de tout cœur avec vous. » (en polonais : « Jestem z wami całym sercem. »), la chanson n'a pas de clip vidéo, une simple image de l'éclair rouge de l'All-Poland Women's Strikeet est présente,.